# Selago spectabilis
Selago spectabilis är en flenörtsväxtart som beskrevs av O.M. Hilliard. Selago spectabilis ingår i släktet Selago och familjen flenörtsväxter. Inga underarter finns listade i Catalogue of Life.